# Souss-Massa-Daraâ
Souss-Massa-Daraâ (Berbers: ⵙⵓⵙ ⵎⴰⵙⴰ ⴷⵔⴰ) was tot 2021 een regio in Marokko. De hoofdstad was Agadir. De bewoners van deze regio waren de Soussi's (Isoussiyen). De regio had een langgerekte vorm en lag ten noorden van de regio Guelmim-Es Semara en Algerije, en ten zuiden van de regio's Marrakesh-Tensift-El Haouz en Tadla-Azilal. In het uiterste westen grensde de regio aan de Atlantische Oceaan en in het uiterste oosten aan de regio Meknès-Tafilalet.  De regio dankte haar naam aan drie rivieren die erdoorheen stromen: Oued Souss, Oued Massa en Oued Draa.
Souss-Massa-Daraâ had een oppervlakte van 70.880 km² en had in 2014 3.601.917 inwoners.
De regio bestond uit vijf provincies en twee prefecturen*:
- Agadir-Ida ou Tanane*
- Chtouka-Aït Baha
- Inezgane-Aït Melloul*
- Ouarzazate
- Sidi Ifni
- Taroudant
- Tinghir
- Tiznit
- Zagora

Naast Agadir waren andere grote plaatsen in Souss-Massa-Daraâ:
- Aourir
- Aït Melloul
- Biougra
- Dacheira el Jihadia
- Drargoua
- Inezgane
- Laqliâa
- Ouarzazate
- Oulad Teima
- Sidi Ifni
- Taroudant
- Temsia
- Tinghir
- Kalaat M'gouna
- Tiznit
- Zagora

Huidige regio's: Béni Mellal-Khénifra · Casablanca-Settat · Dakhla-Oued Eddahab · Drâa-Tafilalet · Fès-Meknès · Guelmim-Oued Noun · Laâyoune-Sakia El Hamra ·  Marrakech-Safi · Oriental · Rabat-Salé-Kénitra · Souss-Massa · Tanger-Tétouan-Al Hoceïma

Oude regio's voor 2015: Chaouia-Ouardigha · Doukala-Abda · Fez-Boulmane · Gharb-Chrarda-Béni Hsen · Grand Casablanca · Guelmim-Es Semara · Laâyoune-Boujdour · Marrakech-Tensift-Al Haouz · Meknès-Tafilalet · Oriental · Oued ed Dahab-Lagouira · Rabat-Salé-Zemmour-Zaer · Souss-Massa-Daraâ · Tadla-Azilal · Tanger-Tétouan · Taza-Al Hoceïma-Taounate